# Episodi di Off the Map
La prima e unica stagione della serie televisiva Off the Map è stata trasmessa negli Stati Uniti per la prima volta dall'emittente ABC dal 12 gennaio al 6 aprile 2011.
In Italia, è stata trasmessa in prima visione sul canale satellitare Fox Life dal 2 maggio al 25 luglio 2011.
| nº | Titolo originale                       | Titolo italiano                   | Prima TV USA     | Prima TV Italia |
| -- | -------------------------------------- | --------------------------------- | ---------------- | --------------- |
| 1  | Saved by the Great White Hope          | La croce del sud                  | 12 gennaio 2011  | 2 maggio 2011   |
| 2  | Smile. Don't Kill Anyone               | Sorridi. Non uccidere nessuno     | 19 gennaio 2011  | 9 maggio 2011   |
| 3  | A Doctor Time Out                      | Ossessione medica                 | 26 gennaio 2011  | 16 maggio 2011  |
| 4  | On the Mean Streets of San Miguel      | Le strade malfamate di San Miguel | 2 febbraio 2011  | 23 maggio 2011  |
| 5  | I'm Here                               | Sono qui                          | 9 febbraio 2011  | 30 maggio 2011  |
| 6  | It's Good                              | Va tutto bene                     | 16 febbraio 2011 | 6 giugno 2011   |
| 7  | Es Un Milagro                          | Miracolo                          | 23 febbraio 2011 | 13 giugno 2011  |
| 8  | It's a Leaf                            | Solo una foglia                   | 2 marzo 2011     | 20 giugno 2011  |
| 9  | There's Nothing to Fix                 | Non tutto guarisce                | 9 marzo 2011     | 27 giugno 2011  |
| 10 | I'm Home                               | Sono in casa                      | 16 marzo 2011    | 4 luglio 2011   |
| 11 | Everything's as It Should Be           | Tutto come deve'essere            | 23 marzo 2011    | 11 luglio 2011  |
| 12 | Hold on Tight                          | Stringimi forte                   | 30 marzo 2011    | 18 luglio 2011  |
| 13 | There's A Lot to Miss About the Jungle | Scelte difficili                  | 6 aprile 2011    | 25 luglio 2011  |